# Vescomtat de Creissèls
El vescomtat de Creissèls fou una jurisdicció feudal de Roergue. El castell de Creissèls està al Millau. Existia a finals del segle X amb un vescomte de nom Enric I (+ 1003), senyor de Ròcafuèlh, Maruèis i Creissèls amb centre a un castell a mont Sant Giral, al llogaret de Seingleys, al límit entre les comunes de Sent Joan del Bruèlh i Alzon. Enric va fer testament el 21 de febrer de 1002. Bernat de Roquefeuil fou vescomte de Creyssel i va morir el 1034; apareix després un Jordà, titulat comte de Creyssel, mort el 1077. Godofreu de Roquefeuil, el seu fill, va rebre els dominis i va morir el 1112; l'herència va passar a la seva germana Adelaida de Roquefeuil, casada amb Bertran d'Andusa senyor de Portes, iniciant la branca Roquefeuil-Andusa. El vescomtat va passar per dot a Ermengarda de Creyssel, casada amb Hug II (1135-1196), comte de Rodès, co-vescomte (després vescomte) de Carlat i vescomte de Lodeva; el vescomtat de Creyssel va seguir en la seva línia amb Hug III (1196-1199) comte de Rodes i vescomte de Carlat, Guillem (1199-1208), Enric I (1208-?), Hug IV (?- 1274) i Enric II (1274-1303). Llavors va morir sense fills mascles i la seva filla Cecília (1303-1314) fou comtessa de Rodés mentre una altra filla, Valpurga va rebre el vescomtat de Creyssel. Va passar llavors a la família dels Roquefeuil-Andusa i després als Armanyac amb els quals va retornar a la corona al segle xvi.